# Денисівська волость
Денисівська волость — адміністративно-територіальна одиниця Лубенського повіту Полтавської губернії з центром у селі Денисівка.
Старшинами волості були:
- 1900—1904 роках селянин Яків Федорович Сокирка[1],[2];
- 1913 року Іван Васильович Корнієнко[3];
- 1915 року Іван Миколайович Скороход[4].